# 利乌特普兰德 (君主)
利乌特普兰德（卒於744年），意大利伦巴第国王。原为部族首领，712年取得王位。並趁拜占庭帝國的衰弱而擴張領土，727年攻占波隆那和彭塔波利斯。